# 29 d'Àries
29 d'Àries (29 Arietis) és un estel binari espectroscòpic de magnitud aparent +6,00 que, en mancar de denominació de Bayer, és conegut fonamentalment pel seu nombre de Flamsteed. Està situat en la constel·lació d'Àries a només un minut d'arc de la eclíptica, el recorregut a través del cel per on discorre el Sol. Es troba a 94 anys llum del sistema solar.
29 d'Àries és un nan groc de tipus espectral F8V amb una temperatura efectiva de 5938 K. A partir de la mesura del seu semidiàmetre angular —0,255 mil·lisegons d'arc—, s'ha obtingut el valor del seu diàmetre real, i aquest és un 58 % més gran que el del Sol. És un estel semblant a γ Pavonis, 111 Tauri o HD 179949, i, en menor mesura, al Sol, al que supera en lluminositat i massa. 29 Arietis posseeix una massa un 27 % major que la massa solar, estimant-se la seva edat en 3500 milions d'anys. La seva metal·licitat, expressada com l'abundància relativa de ferro, és lleugerament superior a la del Sol ([Fe/H] = +0,05). La seva velocitat de rotació, de 6 km/s, és unes 3 vegades més ràpida que la del Sol.